# インヨー郡 (カリフォルニア州)
インヨー郡（英: Inyo County、イニョー郡と表記されることもある）は、アメリカ合衆国カリフォルニア州南部に位置する郡である。人口は1万9016人（2020年）。郡庁所在地はインデペンデンスである。
シエラネバダ山脈の東側、カリフォルニア州中東部にあるヨセミテ国立公園の南東に位置している。郡内にはオーウェンズ川バレーがあり、シエラネバダ山脈、ホワイト山脈およびインヨー山脈に囲まれている。大陸アメリカ合衆国では最高峰であるホイットニー山（海抜4,418メートル）が郡の西部、トゥーレアリ郡との郡境にある。北アメリカで最も標高の低いデスバレー国立公園のバッドウォーター盆地（海面下86メートル）が郡の東部にある。この2つの地点は互いを視認することができないが、パナミント・バレーの上流、デスバレーの西側にあるパナミント山脈からは2地点を見ることができる。

## 歴史
現在インヨー郡となっている所は数千年前からモウノウ族、コソ族、ティンビシャ族およびカワイース族インディアンが居住していた。彼らはティンビシャ語やモウノウ語を話し、モウノウの伝承を持っていた。その子孫はオーウェンズ川バレーやデスバレー国立公園の中にある土地を母国として住み続けていた。
インヨー郡は、1864年にモノ郡とトゥーレアリ郡の一部から創設された未組織のコソ郡の領土から1866年に形成された。1870年にはモノ郡の一部を、さらに1872年にはカーン郡とサンバーナーディーノ郡一部を併合して面積を増やした。

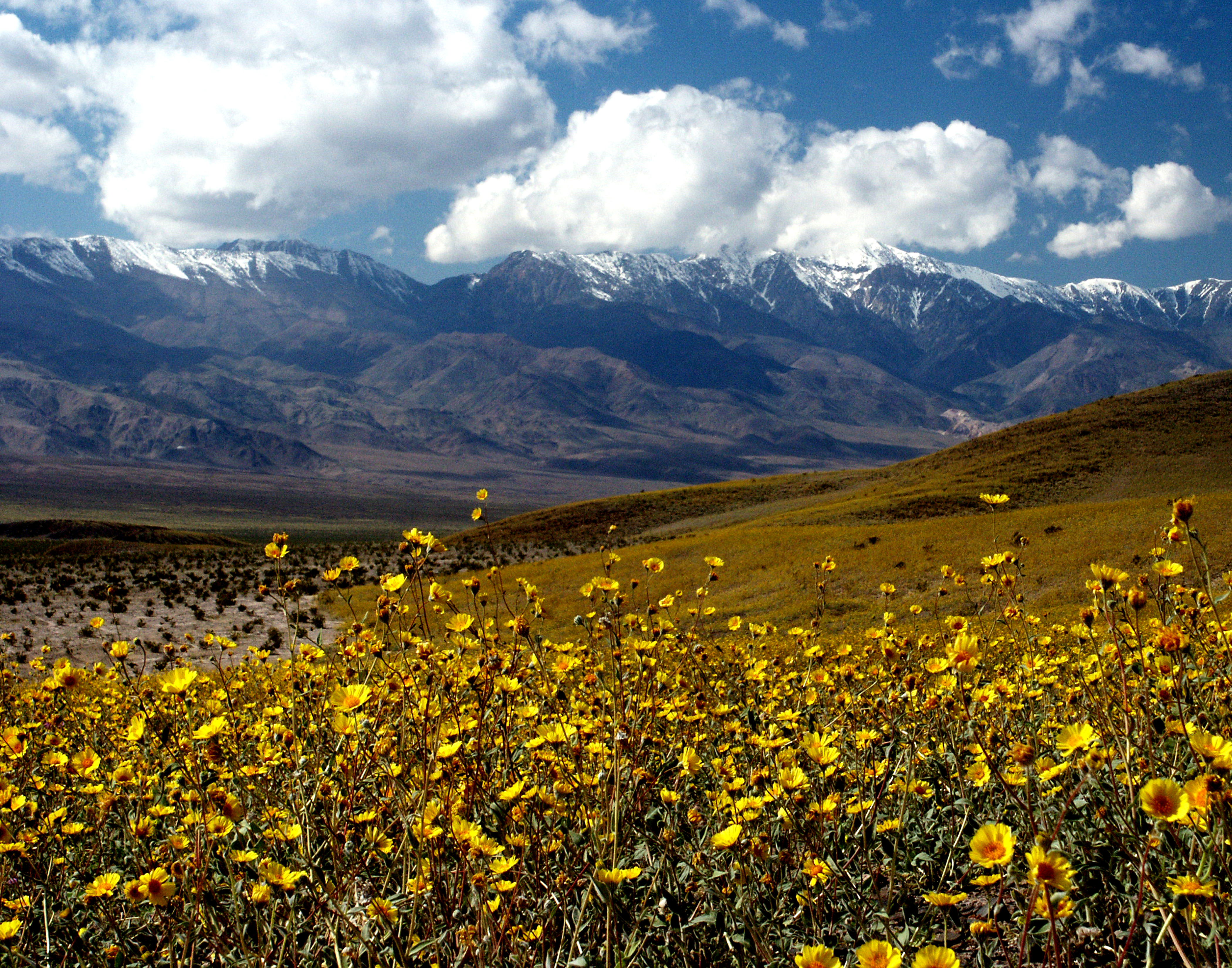
デスバレーに雨が多かった年に咲いた草花

インヨー郡は長年にわたって、モウノウ族インディアンの母国にある山地の名前を採って命名されたと考えられてきた。実際にはオーウェンズ川バレーの東にある山地の名前を、最初にこの地を訪れた白人が土地のパイユート族に尋ねた時に誤って伝えられたものであると考えられるようになった。
土地のパイユート族はあれがインヨーの土地であると答えた。彼らはその土地がインヨーという名前の男が首長であるショショーニ族に属しているということを意味していた。1849年にマンリー遠征隊がカリフォルニア西部の金脈を求めて遠征したときに道に迷い、デスバレーに入り込んだ時が最初の白人とインディアンが接触したときであり、このときパイユート・ショショーニ族のパナミント・バンドの首長の名前がインヨーだった。白人はそれを山地の名前だと思い込んだ。
デスバレー初期の多くの話に登場する「インディアン・ジョージ」はインヨーの息子である。インディアン・ジョージのショショーニ族の名前は「バーバンダサバヌキー」であり、「走り去った少年」を意味している。これは1849年12月に白人がファーネス・クリーク・ウォッシュを降りてきたときに、ショショーニ族が見たことも無かった白人と荷車さらに大きなバッファローに怯えたことから付けられた名前だった。バーバンダが100歳頃の1940年、教育を受けたパナミント・ショショーニ族のJ・C・ボイルズがパナミント・バレーに戻ってきて、バーバンダに1849年の出来事を含めその少年時代について長々と質問した。このときバーバンダは父の名前をインヨーだと語った。
1913年、成長するロサンゼルス市の水需要に応じるために、オーウェンズ川の水を引いてロサンゼルス上水路に繋げた。その時点からオーウェンズ川バレーの文化と環境は大きく変わってきた。1910年代から1930年代、ロサンゼルス水道電力局がバレーの水権や支配権の多くを買収した。1941年、ロサンゼルス水道電力局はモノ盆地の上流までその用水路を延伸した。

## 自然史
インヨー郡内には多くの自然美が溢れている。
- ホイットニー山、アラスカ州を除く大陸アメリカ合衆国では最高峰
- バッドウォーター、デスバレーの中にあり北アメリカでは最も標高の低い地点
- メトセラー、ホワイト山脈に自生する古代ブリストルコーン松であり、地球上で最も古い生物の一種と言われる
- オーウェンズ川バレー、アメリカ大陸で最も深い渓谷
- 標高14,000フィート (4,300 m) を越す2つの山脈: シエラネバダ山脈とホワイト山脈
- 標高14,000フィート (4,300 m) を越す（フォーティーナー）13の山（カリフォルニア州内にはフォーティーナーが15ある。北カリフォルニアの孤峰シャスタ山と隣のモノ郡に入るホワイト山がインヨー郡の外にあるフォーティーナーである）
- アメリカ合衆国最大の断崖、デスバレーの底からパナミント山脈のテレスコープ山頂上まで

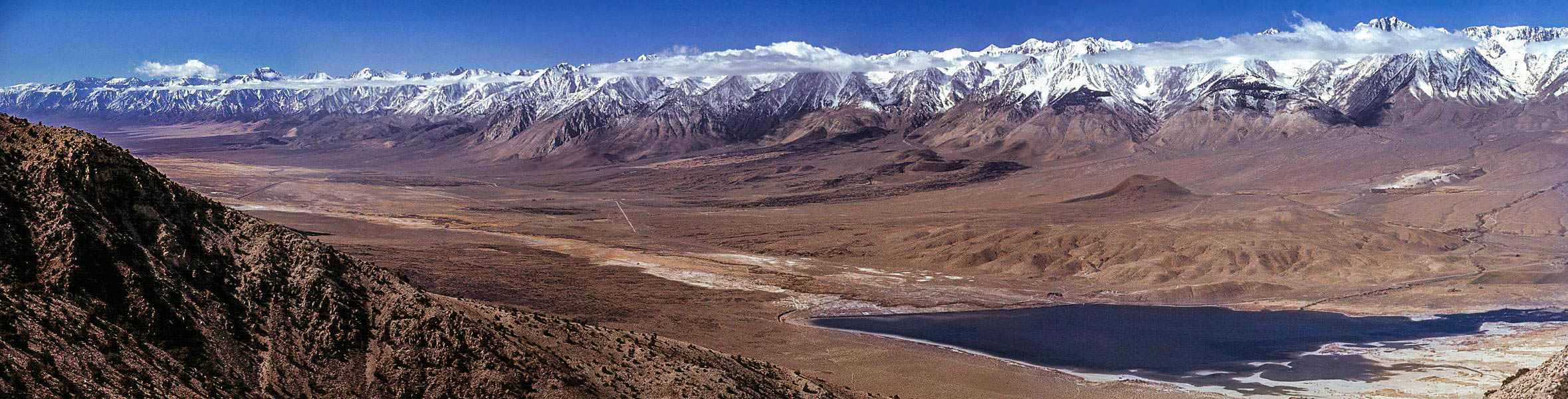
オーウェンズ川バレーとシエラ断崖

## 地理
アメリカ合衆国国勢調査局による報告では、郡域全面積は10,227平方マイル (26,487.8 km2)、このうち陸地が10,203平方マイル (26,425.6 km2) であり、水域は24平方マイル (62.2 km2)、水域率は0.23%である。カリフォルニア州では面積で第2位、国内では第10位の郡である（アラスカ州のボロや国勢調査指定地域は除く）。

### 隣接する郡
- モノ郡 - 北西
- フレズノ郡 - 西
- トゥーレアリ郡 - 西
- カーン郡 - 南西
- サンバーナーディーノ郡 - 南
- エスメラルダ郡 (ネバダ州) - 北
- ナイ郡 (ネバダ州) - 北
- クラーク郡 (ネバダ州) - 北東

### 国定自然保護地域
- デスバレー国立公園（部分）
- インヨー国立の森（英語版）（部分）
- マンザナー強制収容所、国定歴史史跡

## 都市と町
下記のリストで太字は都市を示す。その他は国勢調査指定地域である。

| - ビショップ - インデペンデンス（郡庁所在地） - ファーニス・クリーク - ビッグパイン - カルタゴ - ダーウィン - ディープスプリングス - ディクソンレーン＝メドウクリーク - ホームウッドキャニオン＝バレーウェルズ - キーラー | - ローンパイン - メサ - オランチャ - ピアソンビル - ラウンドバレー - ショショーニ - テコパ - ウェストビショップ - ウィルカーソン |

## 交通

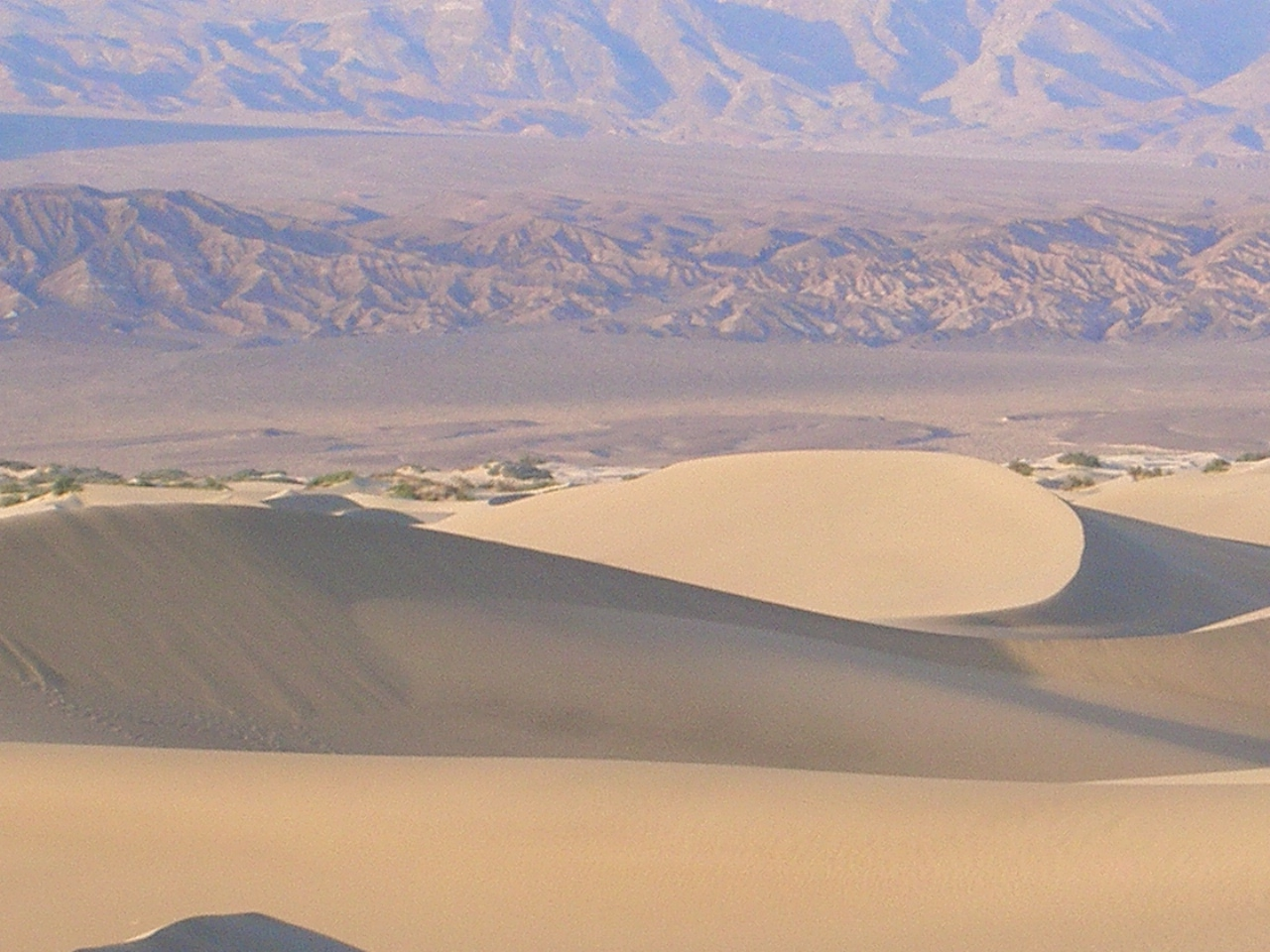
デスバレーの砂丘

### 主要高規格道路
- アメリカ国道6号線
- アメリカ国道395号線
- カリフォルニア州道127号線
- カリフォルニア州道136号線
- カリフォルニア州道168号線
- カリフォルニア州道178号線
- カリフォルニア州道190号線

### 公共交通
東シエラ交通局がアメリカ国道395号線に沿った都市間バスとビショップ市での市内交通を運行している。その範囲には南はカーン郡のリッジクレストから北はネバダ州リノまで及んでいる。

### 空港
ビショップ空港、インデペンデンス空港、ローンパイン空港およびショショーニ空港がそれぞれの町に近い一般用途空港である。ストーブパイプウェルズ空港とファーネスクリーク空港はデスバレー国立公園内にある。

## 人口動態

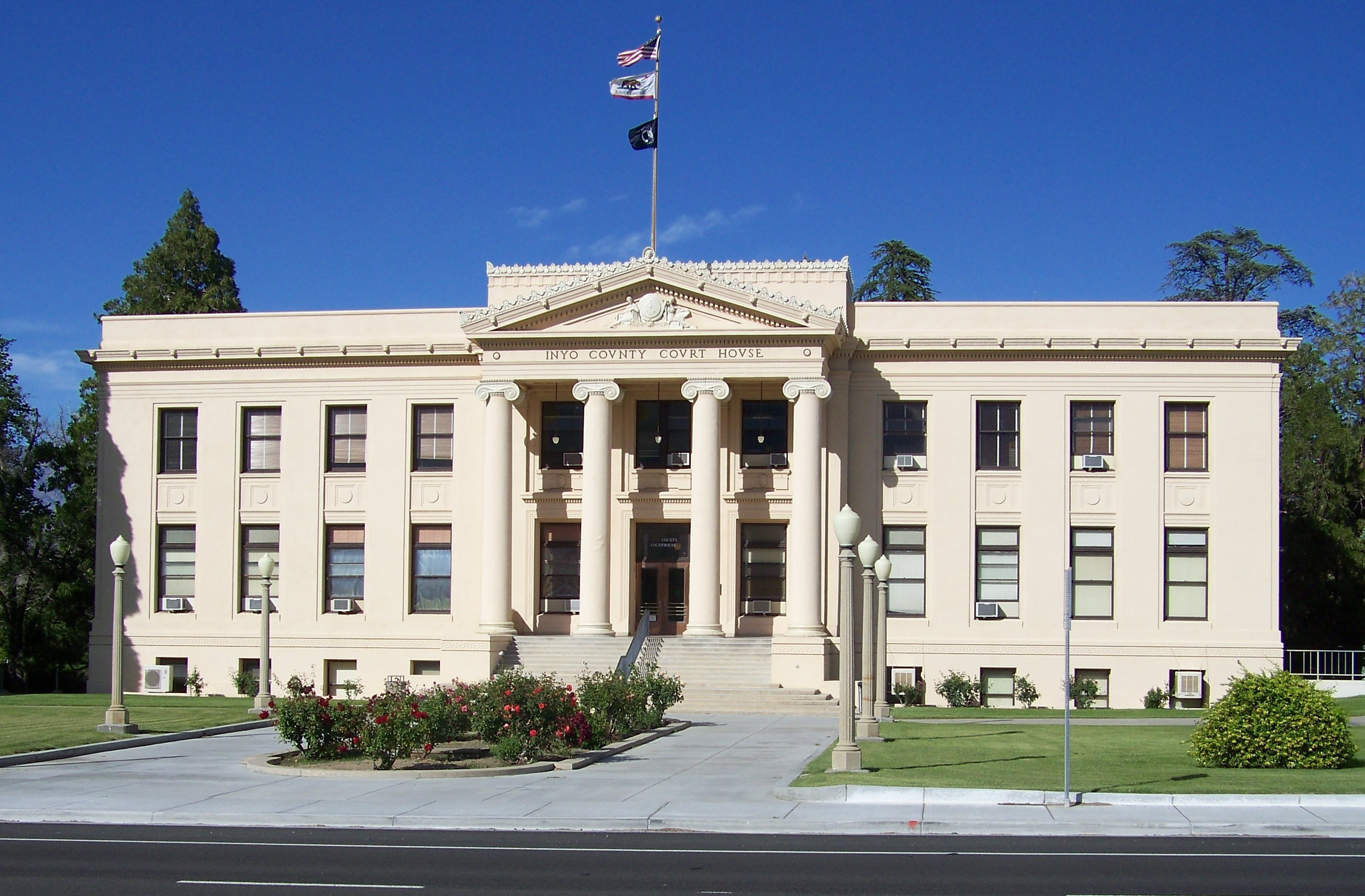
インデペンデンスにあるインヨー郡庁舎

以下は2000年の国勢調査による人口統計データである。
| 基礎データ - 人口: 17,945人 - 世帯数: 7,703世帯 - 家族数: 4,937家族 - 人口密度: 1人/km2（2人/mi2） - 住居数: 9,042軒 - 住居密度: 0軒/km2（1/mi2） 人種別人口構成 - 白人: 80.06% - アフリカン・アメリカン: 0.16% - ネイティブ・アメリカン: 10.04% - アジア人: 0.91% - 太平洋諸島系: 0.08% - その他の人種: 4.60% - 混血: 4.15% - ヒスパニック・ラテン系: 12.58% - ドイツ系アメリカ人: 16.4% - イングランド系アメリカ人: 12.2% - アイルランド系アメリカ人: 10.6% - 先祖がアメリカ人: 5.0% 主たる言語による人口構成 - 英語: 89.2% - スペイン語: 9.3% | 年齢別人口構成 - 18歳未満: 24.4% - 18-24歳: 5.8% - 25-44歳: 23.4% - 45-64歳: 27.3% - 65歳以上: 19.1% - 年齢の中央値: 43歳 - 性比（女性100人あたり男性の人口） - 総人口: 95.4 - 18歳以上: 92.9 世帯と家族（対世帯数） - 18歳未満の子供がいる: 27.9% - 結婚・同居している夫婦: 49.8% - 未婚・離婚・死別女性が世帯主: 9.9% - 非家族世帯: 35.9% - 単身世帯: 31.4% - 65歳以上の老人1人暮らし: 13.6% - 平均構成人数 - 世帯: 2.31人 - 家族: 2.88人 収入と家計 - 収入の中央値 - 世帯: 35,006米ドル - 家族: 44,970米ドル - 性別 - 男性: 37,270米ドル - 女性: 25,549米ドル - 人口1人あたり収入: 19,639米ドル - 貧困線以下 - 対人口: 12.68% - 対家族数: 9.3% - 18歳未満: 16.0% - 65歳以上: 8.3% |

## 政治
インヨー郡はアメリカ合衆国大統領や連邦議会選挙では共和党の強い地盤である。郡内で民主党が勝ったのは1964年でのリンドン・B・ジョンソンが最後となっている。
アメリカ合衆国下院議員の選挙ではカリフォルニア州第25選挙区に、カリフォルニア州議会下院議員の選挙では第34選挙区と第18選挙区に属しており、2010年時点で全て共和党議員が務めている。
2008年11月4日、同性結婚を禁止するカリフォルニア州憲法修正命題第8号に関する住民投票では、賛成票が60.4%となった。

## 教育
郡内の教育学区は次のものがある。
- ビショップ合同小学校教育学区
- ビショップ共同合同高校教育学区
- ビッグパイン統一教育学区
- ローンパイン統一教育学区
- オーウェンズバレー統一教育学区
- ラウンドバレー教育学区
- デスバレー統一教育学区

## 著名な場所
- マッシュルームロック
- ファイブブリッジズ

### 湖

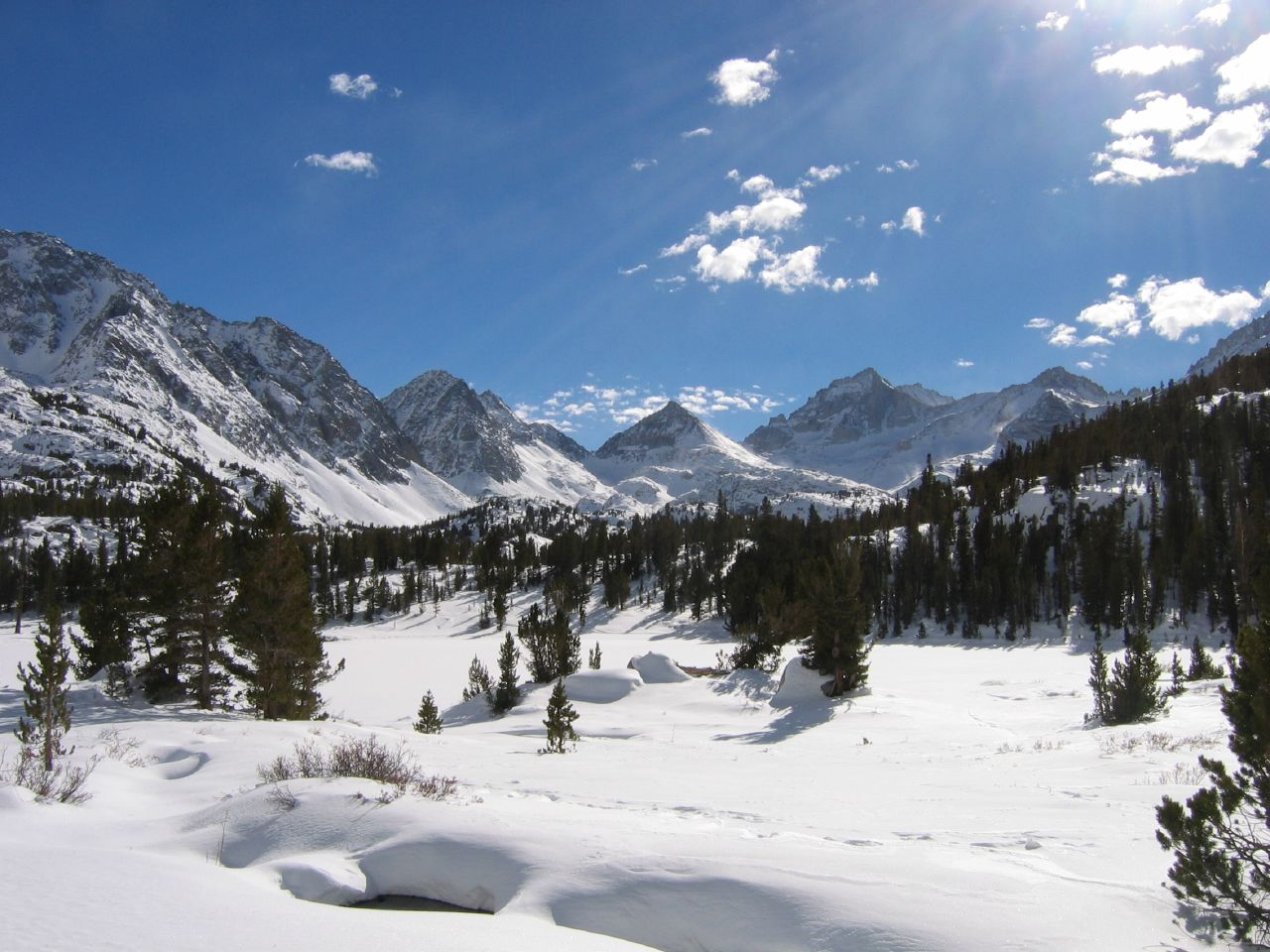
ロッククリーク、背景はモーガン山

| - ウェア湖 - キャンプ湖 - インコンソラブル湖 - コットンウッド湖 |  | - ウィッシュボーン湖 - ロッククリーク湖 - グラナイト湖 - ロビンソン湖 |

### 公園と未開拓地
| - アラバマヒルズ・レクリエーション地域 - マンザナー国定歴史史跡 - デスバレー国立公園 |  | - ラストチャンス・メドウ研究自然地域 - カリフォルニア・ビッグホーン生息地域 |

### デスバレー国立公園
デスバレー国立公園は大半が乾燥地である国立公園であり、インヨー郡南部とサンバーナーディーノ郡北部のシエラネバダ山脈東側にある。ネバダ州ナイ郡南西部やエスメラルダ郡最南部にもかかっている。さらにナイ郡南部にはデビルズホールという飛び地がある。公園の面積は5,262平方マイル (13,630 km2) あり、セイライン渓谷、パナミント・バレーの大部分、デスバレーのほぼ全部、さらには幾つかの山脈の部分にも及んでいる。デスバレー国定史跡は1933年に指定され連邦政府の保護下に入った。1994年、この史跡が国立公園に指定され、現在のようにセイライン渓谷やユーレカ・バレーを含むように拡張された。
アメリカ合衆国の国立公園の中でも最も暑く乾燥した場所である。海面下282フィート (-86 m) と西半球では2番目、北アメリカでは1番目に海抜の低いバッドウォーターがある。この厳しい砂漠の環境に適応してきた多くの種の植物や動物が棲息している。例えば、クレオソーテブッシュ、ビッグホーン、コヨーテおよび雨の多かった時代の生き残りであるデスバレー・パプフィッシュである。公園の約95%は原生地域に指定されている。この公園を毎年77万人以上の観光客が訪れ、その多様な地形、砂漠の生物、歴史的な場所と景観、晴れた夜空と極端な砂漠環境の中での孤独を楽しんでいる。